# Spendrups
Spendrups est un brasseur suédois fondée en 1897 sous le nom de Brasserie de Grängesberg. Son siège social est situé à Vårby dans la commune de Huddinge au sud de Stockholm. Spendrups possède quatre sites de production de bière : Vårby, Grängesberg, Hällefors et Visby. Il est le deuxième plus gros vendeur de bière en Suède après Carlsberg Suède selon les chiffres publiés par le Systembolaget.
L'activité de Spendrups inclut aussi la vente de vins et spiritueux et la fabrication de boissons sous licence. Le groupe Spendrups compte aujourd'hui (2011) environ 1 000 employés et génère un chiffre d'affaires d'environ trois milliards de couronnes.

## Histoire

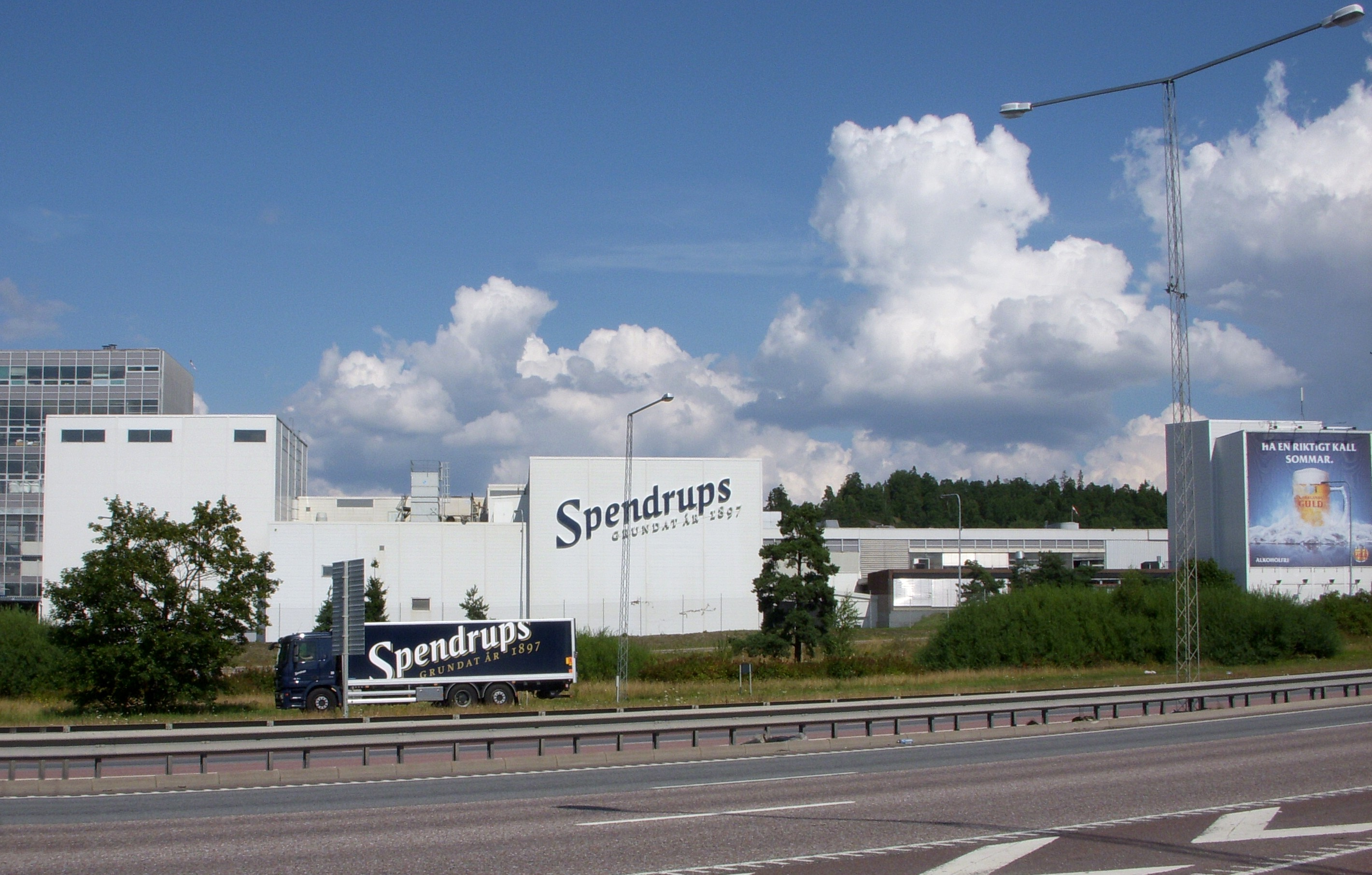
La brasserie Spendrups à Vårby.

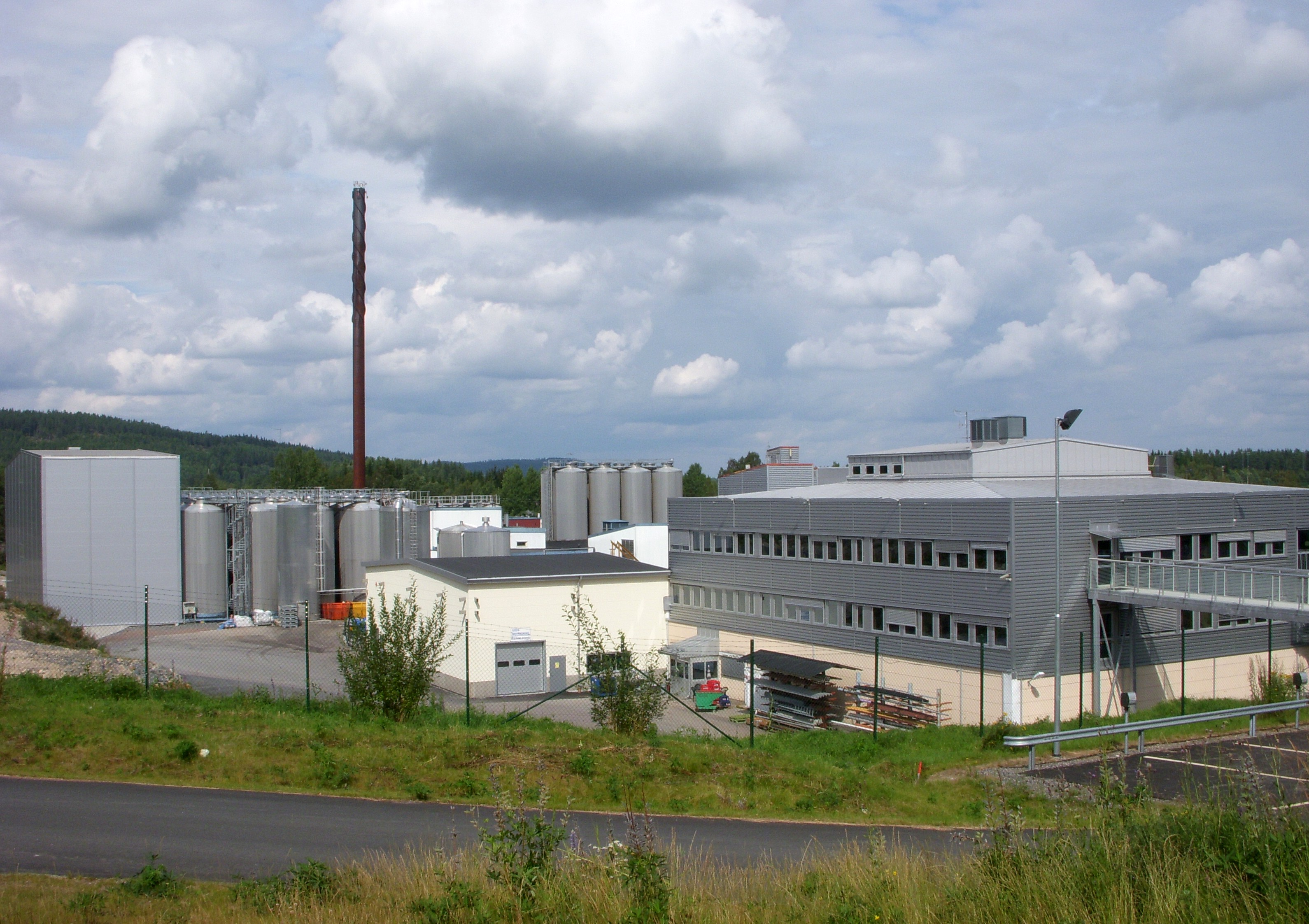
La brasserie Spendrups à Grängesberg.

L'histoire de Spendrups commence en 1735 lorsque Mads Pedersen quitte son village de Spentrup au Danemark pour s'installer à Copenhague et y devenir fabricant d'eau-de-vie. En 1855, Jens Fredrik Oscar Spendrup, l'arrière-arrière-petit-fils de Mads Pedersen, quitte le Danemark pour s'installer en Suède à Halland. En 1923, son fils Louis Spendrup achète la Brasserie de Grängesberg en Dalécarlie pour la somme de 65 000 couronnes.
En 1950, Jens Fredrik "PO" Spendrup, le fils de Louis Spendrup, reprend la brasserie et parvient à en doubler la production chaque année pendant les années 1950. En 1967, il prend le contrôle de la Brasserie de Mariestad dont la production est transférée à Grängesberg en 1972. En 1976, Jens et Ulf, les deux fils de Jens Fredrik "PO" Spendrup, prennent la direction de la Brasserie de Grängesberg.
C'est en 1979 qu'est lancée, au restaurant Operakällaren à Stockholm, la première bière du nom de Spendrups. En 1982, la Brasserie de Grängesberg prend le nom de Brasserie Spendrups. Elle est introduite en bourse en 1983, mais sa cotation prend fin en 2001.
En 1989, Spendrups rachète à la coopérative KF ses activités de brasseur, à savoir la Brasserie de Vårby près de Stockholm et la Brasserie de Sollefteå. Spendrups acquiert à cette occasion la bière Norrlands Guld, une des bières les plus vendues en Suède. La Brasserie de Sollefteå (où était fabriquée la bière Norrlands Guld depuis l'origine) est toutefois fermée et revendue (elle s'appelle aujourd'hui Brasserie Zeunerts et appartient à Kopparberg) tandis que la Brasserie de Vårby est conservée.
Lorsque la Suède entre dans l'Union européenne en 1995, le monopole d'état sur les vins et les spiritueux est aboli, et Spendrups se lance dans l'importation et la vente de vin, puis dans la vente de spiritueux à partir  2001. La même année, Spendrups commence la fabrication sous licence de bière Heineken. En 2009, ce sont les produits Schweppes qui s'ajoutent au catalogue.

## Spendrups aujourd'hui
Les marques détenues par Spendrups sont notamment les bières Spendrups, Norrlands Guld, Mariestads et l'eau minérale Loka. Sous licence, Spendrups fabrique ou commercialise les marques Heineken, Schweppes, Pago, El Coto, Gallo et les cafés Bergstrands.
En 2012, Spendrups était le deuxième plus gros vendeur de bière du Systembolaget avec  44 111 667 litres soit 19,4 % du total des ventes. La même année, Spendrups a vendu au travers du Systembolaget 1 362 657 litres de cidre (7,5 %) ce qui le place en 5e position sur ce segment.
En mai 2011, Fredrik Spendrup est devenu directeur général de Spendrups. Il a ainsi pris la place de son père Jens Spendrup, qui est devenu président.
Lors de l'exercice 2011, Spendrups comptait 986 employés et a généré un chiffre d'affaires de 3,003 milliards de couronnes pour un résultat net avant impôts de 130 millions de couronnes.